# Banks Township (Iowa)
Pour les articles homonymes, voir Banks Township.
Banks Township est un township, du comté de Fayette en Iowa, aux États-Unis,. 